# Elixoia subocellata
Elixoia subocellata är en fjärilsart som beskrevs av Walker 1865. Elixoia subocellata ingår i släktet Elixoia och familjen nattflyn. Inga underarter finns listade i Catalogue of Life.